# Wojciech Pałęcki
Wojciech Pałęcki (ur. 1969) – polski aktor, absolwent Akademii Teatralnej im. Aleksandra Zelwerowicza w Warszawie, kierunku aktorskiego na wydziale Sztuki Lalkarskiej w Białymstoku.
Założyciel i twórca Teatru Rzeczy Znalezionych w Opolu, aktor Teatru Dramatycznego w Elblągu (1992–1993). Od 1993 związany z warszawskim Teatrem Lalka oraz gościnnie z Teatrem Bajka (od 2008). Twórca zajęć teatralnych dla młodzieży oraz założyciel wraz z żoną, także aktorką Anetą Jucejko-Pałęcką objazdowego teatru dla dzieci i młodzieży "Pro-Scenium".
Absolwent Wydziału Zarządzania Uniwersytetu Warszawskiego - Podyplomowego Studium Menedżerskiego dla twórców i artystów (2006).